# Niptus sleeperi
Niptus sleeperi là một loài bọ cánh cứng trong họ Ptinidae. Loài này được Aalbu & Andrews miêu tả khoa học năm 1992.